# Albert Venohr
Albert Venohr (* 4. September 1902 in Magdeburg; † 22. Juni 1979 in West-Berlin) war ein deutscher Schauspieler, der hauptsächlich in Chargenrollen zu sehen war.

## Leben und Werdegang

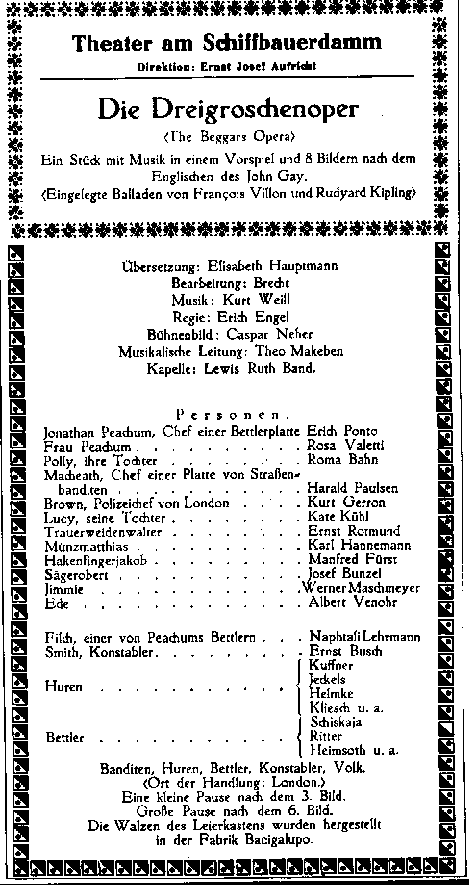
Venohr als Ede bei der Uraufführung

Venohr nahm Schauspielunterricht bei Louise Dumont in Düsseldorf und gab sein Debüt 1919 am Reußischen Theater Gera. 1921 erhielt er ein Engagement am Schlossparktheater in Berlin.
Seitdem war Berlin Venohrs Wirkungsort als Schauspieler und Regisseur, so an der Volksbühne und an der Piscator-Bühne. 1928 war er in der Rolle des Ede an der Uraufführung von Brechts Die Dreigroschenoper beteiligt. Während des Zweiten Weltkriegs trat er auch am Nationaltheater Mannheim auf.
Beim Film war Venohr bereits 1918 erstmals in einer kleinen Rolle zu sehen, doch erst in den 1930er Jahren war er häufiger auf der Leinwand vertreten. Albert Venohr spielte nie eine Hauptrolle, sondern war immer nur in kleinen Chargenrollen zu sehen.
1946 war Venohr als Schauspieler und Regisseur am Landestheater Meiningen tätig, dann kehrte er wieder nach Berlin zurück. Er hatte dort einige Theaterauftritte, besonders an der Volksbühne und im Theater am Kurfürstendamm. Bei der DEFA übernahm er zunächst mehrere Filmrollen, wo er ab 1952 als Synchronregisseur arbeitete. 1956 erhielt er für seine Arbeit als Synchronregisseur den Heinrich-Greif-Preis II. Klasse für die Synchronisation des französischen Films Rot und Schwarz.
Nach dem Mauerbau 1961 war Venohr im Westen Berlins tätig, wenngleich ihm die Entscheidung, seine beruflichen Verbindungen in die DDR aufzugeben, nicht leichtfiel: „Ich habe meinen Vertrag mit der Defa jetzt gelöst und es ist ausgeschlossen, daß ich noch lange hin- und herfahren kann. Mir war der Entschluß, mich von allem zu lösen, nach all den Jahren bestimmt nicht leicht gefallen, aber der seit August 61 bestehende Zustand war nicht mehr tragbar für mich.“
Bekannt bleibt Venohr durch die Fernsehserien Der Forellenhof (1965) mit Hans Söhnker, Jane Tilden, Gerhart Lippert und Helga Anders und Tournee – Ein Ballett tanzt um die Welt (1970) mit Maria Litto, Edith Schultze-Westrum, Gerhart Lippert und Harry Wüstenhagen. 1967 gehörte er mit der Rolle des Lew Borissowitsch Kamenew zu den Hauptdarstellern des 5-teiligen dokumentarischen Fernsehfilms Bürgerkrieg in Rußland. Die weiteren Hauptpersonen wurden von Nikolaj Rytkov, Friedrich G. Beckhaus, Hubert Suschka und Friedrich Schütter verkörpert.
Venohr war seit 1942 mit der Schauspielerin Maria Griem (1911–1986) verheiratet.

## Filmografie
- 1918: Carmen
- 1922: Nosferatu – Eine Symphonie des Grauens
- 1927: Gewitter über Gottland (Kurzfilm)
- 1935: Das Mädchen Johanna
- 1937: Die gelbe Flagge
- 1937: Menschen ohne Vaterland
- 1937/53: Starke Herzen
- 1938: Am seidenen Faden
- 1938: Andalusische Nächte
- 1938: Du und ich
- 1938: Frauen für Golden Hill
- 1938: Die fromme Lüge
- 1938: Das Geheimnis um Betty Bonn
- 1938: Zwischen den Eltern
- 1939: Hochzeit mit Hindernissen
- 1939: Im Namen des Volkes
- 1939: Irrtum des Herzens
- 1939: Männer müssen so sein
- 1939: Paradies der Junggesellen
- 1939: Umwege zum Glück
- 1940: Achtung! Feind hört mit!
- 1940: Bismarck
- 1940: Die 3 Codonas
- 1940: Fahrt ins Leben
- 1940: Der Fuchs von Glenarvon
- 1940: Die gute Sieben
- 1941: Alarm
- 1941: Das andere Ich
- 1941: Das leichte Mädchen
- 1941: Mein Leben für Irland
- 1947: Kein Platz für Liebe
- 1948: Affaire Blum
- 1948: Grube Morgenrot
- 1949: Die Brücke
- 1949: Die Buntkarierten
- 1949: … und wenn’s nur einer wär’ …
- 1949: Unser täglich Brot
- 1949: Rotation
- 1950: Bürgermeister Anna
- 1950: Familie Benthin
- 1950: Der Kahn der fröhlichen Leute
- 1950: Saure Wochen – frohe Feste
- 1950: Der Rat der Götter
- 1951: Die Sonnenbrucks
- 1951: Zugverkehr unregelmäßig
- 1951: Modell Bianka
- 1951: Das Beil von Wandsbek
- 1951: Der Untertan
- 1952: Sein großer Sieg
- 1952: Karriere in Paris
- 1952: Das verurteilte Dorf
- 1953: Die Unbesiegbaren
- 1958: Die Erschaffung der Welt (Stvorení sveta, Synchron-Regie)
- 1965: Weimarer Pitaval: Der Fall Harry Domela (Fernsehreihe)
- 1965: Der Forellenhof (TV-Serie)
- 1966: Das Millionending (TV-Zweiteiler)
- 1967: Bürgerkrieg in Rußland (TV)
- 1969: Polizeifunk ruft – Blüten auf St. Pauli
- 1969: Todesschüsse am Broadway
- 1969: Reisedienst Schwalbe
- 1969: Ein Jahr mit Sonntag
- 1972: Mit dem Strom (TV)
- 1978: Die Faust in der Tasche
- 1979: Die Koblanks (Fernsehserie)

## Theater
- 1925: Friedrich Schiller: Don Carlos (Offizier der Leibwache) – Regie: Fritz Holl (Volksbühne Berlin)
- 1926: Fritz Stavenhagen: Der dütsche Michel (Jürn) – Regie: Erwin Kaiser (Volksbühne Berlin)
- 1926: Friedrich Hebbel: Judith – Regie: Fritz Holl (Volksbühne Berlin)
- 1927: Ernst Toller: Hoppla, wir leben! – Regie: Erwin Piscator (Piscator-Bühne Berlin)
- 1948: Gerhart Hauptmann: Der Biberpelz (Motes) – Regie: Robert Trösch (Volksbühne Berlin)
- 1948: Herrmann Mostar: Der Zimmerherr (Dr. Lehmann) – Regie: Wolfgang Böttcher (Volksbühne Berlin)
- 1949: James Gow: Tiefe Wurzeln (Roy Maxwell) – Regie: Steffie Spira (Volksbühne Berlin)
- 1953: Julius Hay: Energie (Ehrenmann) – Regie: Otto Lang (Maxim-Gorki-Theater Berlin)

## Hörspiele
- 1951: Karl Georg Egel: Das Lied von Helgoland – Regie: Gottfried Herrmann (Berliner Rundfunk)